# Universidad Solusi
La Universidad Solusi es una universidad privada de Zimbabue regentada, gestionada y ostentada por la Iglesia Adventista del Séptimo Día.
- Datos: Q5308248
- Multimedia: Solusi University / Q5308248